# Griffinia mucurina
Griffinia mucurina är en amaryllisväxtart som beskrevs av Pierfelice Ravenna. Griffinia mucurina ingår i släktet Griffinia och familjen amaryllisväxter. Inga underarter finns listade i Catalogue of Life.